# Совхозненское сельское поселение
Совхозненское се́льское поселе́ние (укр. Совхозненське сільське поселення, крымскотат. Совхозное кой юрту, Sovhoznoye köy yurtu) — муниципальное образование в составе Красноперекопского района Республики Крым России.

## География
Поселение расположено на севере центральной части района, в степном Крыму, на Перекопском перешейке, выходя на западе к берегу Каркинитского залива. Граничит на севере с Филатовским, на востоке с городом Красноперекопск и юге с Ишуньским сельскими поселениями.
Площадь поселения 120,42 км².
Основная транспортная магистраль — региональная автодорога 35Н-287 Рисовое — Совхозное (по украинской классификации — С-010716).

## Население
| 2001  | 2014  | 2015  | 2016  | 2017  | 2018  | 2019  |
| ----- | ----- | ----- | ----- | ----- | ----- | ----- |
| 3243  | ↘2770 | ↗2775 | ↘2740 | ↘2698 | ↘2658 | ↘2618 |
| 2020  | 2021  |       |       |       |       |       |
| ↘2581 | ↗2857 |       |       |       |       |       |

## Состав сельского поселения
Поселение включает 3 населённых пункта:
| № | Населённый пункт | Тип населённого пункта | Население на 2014 год |
| - | ---------------- | ---------------------- | --------------------- |
| 1 | Совхозное        | село, центр            | ↘1330                 |
| 2 | Рисовое          | село                   | ↘528                  |
| 3 | Таврическое      | село                   | ↘912                  |

## История
Совхозненский сельсовет образован между 1968 годом, когда он ещё не существовал и 1974 годом, когда описан в издании «Історія міст і сіл Української РСР. Том 26, Кримська область.», выделением сёл из Почётненского. На 1977 год, кроме современных, в совет входила позже упразднённая Кураевка. С 12 февраля 1991 года сельсовет в восстановленной Крымской АССР, 26 февраля 1992 года переименованной в Автономную Республику Крым. По Всеукраинской переписи 2001 года население совета составило 3243 человека. С 21 марта 2014 года в составе Крыма аннексировано Россией. Законом «Об установлении границ муниципальных образований и статусе муниципальных образований в Республике Крым» от 4 июня 2014 года территория административной единицы была объявлена муниципальным образованием со статусом сельского поселения.